# Frank Valeriote
Pour les articles homonymes, voir Valeriote.
Frank Valeriote (né le 15 août 1954) est un homme politique canadien. Il a été député à la Chambre des communes du Canada, représentant la circonscription ontarienne de Guelph de 2008 à 2015 sous la bannière du Parti libéral du Canada.

## Biographie
Né à Guelph d'une famille d'immigrants d'origines italienne, il fut longtemps conseiller municipal de sa ville natale ainsi qu'à la commission scolaire catholique locale. Il étudie à l'Université de Western Ontario où il réalisa une formation en économie et en histoire ainsi qu'à l'université d'Ottawa où il fut diplômé en droit.
Élu lors d'une élection partielle déclenchée après la démission de Brenda Chamberlain en 2008, il est réélu en 2008 contre la candidate conservatrice en ancienne présidente de la Fédération canadienne des municipalités Gloria Kovach. Il est réélu en 2011. Il ne se représente pas en 2015.